# エターニティ (芸能プロダクション)
エターニティは、わたりとしお改め“watari"を中心に、ダンス・音楽・映画・イベント・企画などの芸能活動を行なっている芸能プロダクションである。

## 概要
ダンス以外にも、アルゼンチンタンゴ、サルサ、サンバ、バレエ、ジャズ、フラメンコ、ストリート etc. バラエティに富んだダンスのショーを手掛けている。
他にもジャズ歌手やフランス人著名ソムリエなど文化人も所属しており、ホテルのディナーショーなどを中心に活動している。